# Elecciones provinciales de Corrientes de 2017
Las elecciones generales de la provincia de Corrientes de 2017 tuvieron lugar el domingo 8 de octubre del mencionado año con el objetivo de renovar los cargos de Gobernador y Vicegobernador por medio del sistema de segunda vuelta electoral, así como 15 de los 30 escaños de la Cámara de Diputados, y 5 de los 15 Senado Provincial, componiendo los poderes ejecutivo y legislativo de la provincia para el período 2017-2021. Fueron elegidos simultáneamente las intendencias y consejos deliberantes de varios municipios. Fueron los vigésimo sextos comicios provinciales correntinos desde la instauración del sufragio secreto, y los novenos desde la recuperación de la democracia. Se realizaron al mismo tiempo que las elecciones legislativas y las elecciones provinciales de Santiago del Estero, siendo las dos únicas provincias que no renovaban autoridades gubernativas al mismo tiempo que la presidencia de la Nación.
Hubo tres fórmulas que se disputaron la gobernación, aunque las mismas se presentaron como candidatos de alianzas electorales representadas por varias boletas, por lo que hubo cuarenta y un fuerzas políticas presentando alguna de las tres candidaturas. La coalición oficialista Encuentro por Corrientes (ECo), en confluencia electoral con la alianza Cambiemos, gobernante a nivel nacional, presentó a Gustavo Valdés, de la Unión Cívica Radical (UCR), como candidato para la gobernación. La oposición, alineada en torno al Partido Justicialista (PJ), configuró la alianza Corrientes Podemos Más, que agrupaba a sectores del kirchnerismo, el peronismo y el antiguo conservadurismo local, siendo su candidato Carlos Mauricio Espínola. Sebastián Ríos Brisco, un antiguo dirigente del partido Propuesta Republicana (PRO), que era parte de Cambiemos, se presentó como disidente por el partido "Proyecto Popular", siendo esta su única boleta.
Valdés se impuso con amplitud con el 54.05% de los votos contra el 45.20% de Espínola, triunfando de este modo en primera vuelta y evitando así la necesidad de un desempate contra él. La UCR y el PJ fueron los partidos más votados de sus respectivas alianzas, aunque solo contribuyeron con aproximadamente un tercio de los votos obtenidos por sus candidatos, estando la elección sumamente fragmentada entre los pequeños partidos. Apoyado por una sola boleta, Ríos Brisco obtuvo el 0.75% restante de los sufragios válidos. Con respecto al plano legislativo, al alianza ECo + Cambiemos retuvo la mayoría absoluta en ambas cámaras, mientras que Corrientes Podemos Más fue la única fuerza opositora representada en el legislativo. Proyecto Popular no obtuvo los suficientes votos para consagrar un legislador provincial. La participación fue del 79.15% del electorado registrado.

## Antecedentes
Desde 1993, las elecciones para gobernador de la provincia de Corrientes se realizan en desfase con el resto de las provincias argentinas (exceptuando, a partir de 2005, a Santiago del Estero). El origen de esta anomalía se encuentra en la intervención federal realizada en febrero de 1992 por el presidente Carlos Menem luego de que la elección de 1991 no fuera concluyente. Desde entonces, la elección provincial correntina se realiza al mismo tiempo que las elecciones legislativas de medio término, o al menos en el mismo año. El desfase se mantuvo incluso tras una nueva intervención, realizada por el gobierno de Fernando de la Rúa, hasta la normalización de la provincia en 2001.
En lo que respecta a las elecciones provinciales, el electorado correntino se caracteriza por una tendencia marcadamente esquiva al peronismo o justicialismo, e incluso variantes; habiendo ganado el Partido Justicialista (PJ) la gobernación correntina solo en tres ocasiones. En 1946, Corrientes fue la única provincia donde no ganó el peronismo; aunque sí lo hizo en 1948, 1951, y 1973. Si bien el peronismo ha sido, tradicionalmente, la segunda fuerza provincial, el gobierno ha sido hegemonizado primero por una alianza entre dos partidos conservadores provinciales (el Partido Liberal y el Partido Autonomista) y, tras la intervención de 1999, por la Unión Cívica Radical (UCR), que se ha mantenido en el poder desde entonces bajo los gobiernos de Ricardo Colombi (2001-2005, y 2009-2017), y Arturo Colombi (2005-2009). A pesar de pertenecer mayoritariamente al arco opositor durante el período del Frente para la Victoria (2003-2015), tanto Ricardo como Arturo Colombi alternaron entre el apoyo y el rechazo al gobierno kirchnerista, siendo considerados parte de los "Radicales K".
Al igual que la mayoría de las provincias del norte argentino, Corrientes es una de las provincias más pobres de Argentina, con un alto índice de desocupación e indigencia. Los gobiernos de la familia Colombi también han sido cuestionados por sus presuntos vínculos con el narcotráfico, con diversos medios describiendo a Corrientes como un virtual "narcoestado" dentro de la Argentina. Aunque las acusaciones son algo más esporádicas que en otras provincias del norte argentino, ha habido también escándalos por supuesto fraude electoral, siendo muy común la falta de boletas de fuerzas opositoras o terceros minoritarios.

## Candidaturas
Habiendo cumplido ya dos mandatos consecutivos en el cargo, Ricardo Colombi ya no era elegible para la reelección. Durante la primera mitad del año 2017 se barajaron diversos nombres dentro de las filas del radicalismo para escoger a su sucesor, como el ex intendente de Paso de los Libres Eduardo Vischi, el presidente de la Cámara de Diputados provinciales Pedro Cassani y el diputado nacional y Ministro de Gobierno provincial Gustavo Valdés. Por su parte, el vicegobernador incumbente desde 2013, Gustavo Canteros, del partido Proyecto Corrientes, declaró en marzo que aspiraría a la candidatura e incluso durante una entrevista lanzó cuales serían las tres propuestas principales en las cuales centraría su posible campaña. Sin embargo, al mismo tiempo se manifestó en contra de una "elección a dedo" y opinó que la mejor manera de dirimir la fórmula de ECo sería mediante una primaria interna entre las distintas fuerzas que componían el frente. Luego de que su propuesta fuese rechazada, Canteros anunció el 27 de mayo que Proyecto Corrientes abandonaría ECo y ratificó que se presentaría como candidato a gobernador, instando a otras fuerzas políticas afines a abandonar ECo y apoyarlo. Esto sucedió a muy pocos días de las elecciones municipales en la Capital provincial, el 4 de junio. Si bien Eduardo Tassano, el candidato oficialista, logró imponerse por estrecho margen y recuperar el control de la ciudad de manos del justicialismo, obtuvo solo el 50.29% de los votos, evidenciando el debilitamiento que aparejaba la salida de Proyecto Corrientes y sus aliados.
La fecha de las elecciones para gobernador y legisladores provinciales, el domingo 8 de octubre, dos semanas antes de las elecciones legislativas nacionales, fue confirmada el 27 de junio de 2017, cuando el oficialismo todavía no terminaba de dirimir su candidatura. Finalmente, Colombi respaldó a Gustavo Valdés, que obtuvo el 14 de julio el apoyo de las demás fuerzas políticas del frente, siendo anunciada ese mismo día su candidatura. Aunque en un comienzo Canteros recibió ofertas del justicialismo para apoyar a la oposición en las elecciones, finalmente declinó su candidatura y logró reconciliarse con el gobierno de Colombi, accediendo a ser compañero de fórmula de Valdés y candidato a la reelección. La fórmula Valdés-Canteros sería la primera que presentaría el Encuentro por Corrientes desde la formación de la alianza Cambiemos, compuesta mayoritariamente entre la UCR, la Coalición Cívica ARI, y el partido Propuesta Republicana (PRO), de Mauricio Macri. Por tanto, el nombre de la alianza de cara a las elecciones fue "ECo + Cambiemos". La nueva denominación aclaraba la adhesión de varias fuerzas políticas que se habían unido a Cambiemos a nivel nacional, pero que previamente no formaban parte de ECo. Veintitrés fuerzas políticas respaldarían la fórmula gubernativa oficialista y sus candidaturas al Senado Provincial, mientras que en la Cámara de Diputados provinciales solo quince de estas fuerzas apoyaron una lista conjunta.
Con respecto a la oposición, en gran medida esta estaba dominada por el Partido Justicialista (PJ), apoyado a su vez por varios partidos provinciales. La crisis interna que sufría el peronismo y su división de cara a las elecciones legislativas no afectó demasiado a la contienda correntina, y la mayoría de los partidos que habían formado parte del Frente para la Victoria (FpV) aceptaron apoyar una candidatura única peronista contra el radicalismo gobernante. Lo mismo ocurrió con otros partidos de corte conservador y liberal, como la Unión del Centro Democrático (UCeDé) y los antiguos partidos conservadores tradicionales de Corrientes, el Partido Autonomista y el Partido Liberal. La coalición encabezada por el PJ de cara a los comicios se denominó "Corrientes Podemos Más". Inicialmente, se esperaba un interna justicialista entre el antiguo candidato a gobernador en 2013 y Senador Nacional, Carlos Mauricio Espínola, y el intendente de Corrientes capital, Fabián Ríos. Sin embargo, este último decidió finalmente buscar la reelección, lo que llevó a que Espínola fuese proclamado candidato sin necesidad de interna. Luego del intento fallido de lograr un acercamiento con el vicegobernador saliente, Canteros, el compañero de fórmula de Espínola fue el exsenador radical Eugenio "Nito" Artaza, opositor a Colombi, que también había sido candidato a gobernador en 2013.
A principios de 2017, uno de los cofundadores del partido Propuesta Republicana (PRO) en Corrientes, Sebastián Ríos Brisco, anunció su pase a la oposición por diferencias con la conducción partidaria de Humberto Schiavoni, presidente del partido a nivel nacional, y declaró estar descontento con los continuos escándalos de corrupción interna del partido. Ríos Brisco denunció que el PRO correntino estaba perdiendo autonomía ante la UCR y se mostró descontento con la situación de la provincia, por lo que fundó su propio partido, Proyecto Popular, de carácter provincial, y se presentó como candidato a gobernador, con Lorena Macri como candidata a vicegobernadora, la única mujer en la contienda gubernativa. A pesar de haber proclamado sus diferencias con la dirigencia del PRO, durante su campaña Ríos Brisco trataría de apelar al voto oficialista tratando de perfilarse como "la verdadera representación de Cambiemos". Algunos analistas predijeron que la candidatura de Ríos Brisco esencialmente costaría varios votos a la alianza ECo + Cambiemos, y que carecía de competitividad real.

### ECo + Cambiemos
| | |                                                           |                                                           |
| | |                                                           |                                                           |
| | | Proyecto Corrientes                                       |                                                           |
| Gustavo Valdés | Gustavo Valdés | Gustavo Canteros                                          | Gustavo Canteros                                          |
| para gobernador | para gobernador | para vicegobernador                                       | para vicegobernador                                       |
| {{{descripción}}} | {{{descripción}}} | {{{descripción}}}                                         |                                                           |
| Diputado Nacional (desde 2013) | Diputado Nacional (desde 2013) | Vicegobernador de la provincia de Corrientes (desde 2013) | Vicegobernador de la provincia de Corrientes (desde 2013) |
| Partidos en la alianza: \| - Unión Cívica Radical - Propuesta Republicana - Partido Nuevo - Proyecto Corrientes - Partido Demócrata Progresista - Coalición Cívica ARI - Partido Popular Correntino - Partido Conservador Popular - Compromiso Correntino - Partido Socialista \| - Acción Popular de los Trabajadores - Unión Popular Federal - Unión Celeste y Blanco - Acción por la República - Unidos por Corrientes - Partido Federal - Partido Laborista Autónomo - Encuentro Liberal - Partido Fe - Encuentro Correligionario - Cambio, Austeridad y Progreso \| | |                                                           |                                                           |
| - Unión Cívica Radical - Propuesta Republicana - Partido Nuevo - Proyecto Corrientes - Partido Demócrata Progresista - Coalición Cívica ARI - Partido Popular Correntino - Partido Conservador Popular - Compromiso Correntino - Partido Socialista | - Acción Popular de los Trabajadores - Unión Popular Federal - Unión Celeste y Blanco - Acción por la República - Unidos por Corrientes - Partido Federal - Partido Laborista Autónomo - Encuentro Liberal - Partido Fe - Encuentro Correligionario - Cambio, Austeridad y Progreso |                                                           |                                                           |

### Corrientes Podemos Más
| | |                              |                              |
| | | Cambio Popular               |                              |
| Carlos Espínola | Carlos Espínola | Eugenio Nito Artaza          | Eugenio Nito Artaza          |
| para gobernador | para gobernador | para vicegobernador          | para vicegobernador          |
| {{{descripción}}} | {{{descripción}}} | {{{descripción}}}            |                              |
| Senador Nacional (desde 2015) | Senador Nacional (desde 2015) | Senador Nacional (2009-2015) | Senador Nacional (2009-2015) |
| Partidos en la alianza: \| - Partido Justicialista - Partido Liberal de Corrientes - Partido Autonomista de Corrientes - Partido Renovador Federal - Partido de la Victoria - Movimiento de Integración y Desarrollo - Partido Demócrata Cristiano - Unión del Centro Democrático \| - Partido Es Posible - Partido de la Concertación FORJA - Cambio Popular - Crecer con Todos - Convocatoria Popular - Kolina - Movimiento Libres del Sur - Nuestra Causa - Partido de la Cultura, la Educación y el Trabajo \| | |                              |                              |
| - Partido Justicialista - Partido Liberal de Corrientes - Partido Autonomista de Corrientes - Partido Renovador Federal - Partido de la Victoria - Movimiento de Integración y Desarrollo - Partido Demócrata Cristiano - Unión del Centro Democrático | - Partido Es Posible - Partido de la Concertación FORJA - Cambio Popular - Crecer con Todos - Convocatoria Popular - Kolina - Movimiento Libres del Sur - Nuestra Causa - Partido de la Cultura, la Educación y el Trabajo |                              |                              |

## Campaña
La campaña fue intensamente polarizada entre Valdés y Espínola. Valdés centró su campaña en destacar la estabilidad política que había alcanzado Corrientes durante las cuatro administraciones radicales de la provincia, luego de haber vivido intensos períodos de intervención federal durante los gobiernos provinciales conservadores, asegurando que su candidatura era "la única que podía hablar de futuro". Valdés también señaló que, bajo el gobierno de la UCR, el gobierno provincial mantendría buenas relaciones con la presidencia de Mauricio Macri, afirmando que, durante los gobiernos kirchneristas, Corrientes había sido prácticamente abandonada. Colombi, que encabezaba la lista oficialista para senadores provinciales, recalcó que de ganar Valdés, la provincia mantendría su gobernabilidad, y llamó a los Correntinos a asegurar que no hubiera nunca más una intervención federal sobre Corrientes. La campaña del oficialismo también recurrió al método del "timbreo", muy utilizado por el gobierno nacional durante sus campañas electorales. Valdés acusó a Espínola de ser kirchnerista y declaró que el antiguo oficialismo nacional "se escondía en la provincia bajo otro nombre" y culpó al ex intendente de haber "convalidado" el aparente abandono de la provincia durante la gestión kirchnerista. Siendo uno de los principales bastiones del radicalismo, el gobierno nacional dio importancia a la campaña y varios funcionarios gubernamentales, incluyendo el propio Macri y el ministro del Interior Rogelio Frigerio, visitaron la provincia durante la campaña.
Por su parte, Espínola basó su estrategia en resaltar la pobreza y la falta de oportunidades de progreso que vivía buena parte de la provincia, y cuestionó el hecho de que el oficialismo utilizara el sello de "Cambiemos" luego de haber gobernado la provincia dieciséis años, afirmando que para Corrientes "el cambio" era el peronismo. Espínola manifestó que, incluso estando en oposición, podía mantener una buena relación institucional con el gobierno de Macri, y trató de desmarcar la elección correntina de la compleja situación interna de su partido y la posición del kirchnerismo sobre su candidatura. Con respecto a estos puntos, Espínola resaltó que la coalición que encabezaba había logrado la unidad de todos los sectores peronistas, incluyendo al massismo (que en varias elecciones provinciales previas se había aliado con Cambiemos) e incluso la adhesión de los conservadores, estableciendo una diferencia entre el peronismo a nivel nacional y la oposición provincial.
A mediados de la campaña, se organizó un debate en vivo y con público presente entre las tres fórmulas para gobernador, que tuvo lugar el 5 de septiembre. El mismo se denominó "Encuentro para el Diálogo" y fue impulsado por las comisiones católicas Justicia y Paz, Pastoral Social y Cáritas. Estuvieron presentes Valdés, Canteros, Espínola, Artaza y Ríos Brisco. La compañera de Ríos Brisco, Lorena Macri, no asistió al debate y envió una nota explicando su ausencia. Se concedieron quince minutos para que cada fórmula expusiera sus ideas y propuestas. Sin embargo, el debate resultó fallido debido a las continuas agresiones entre el público de ambos frentes mayoritarios durante la primera parte del mismo. Los intentos tanto de Espínola como de Valdés para que la multitud dejara de gritar e insultarse fracasaron. Si bien se permitió a los tres candidatos a gobernador exponer brevemente, el debate fue finalizado antes de tiempo y la segunda parte, que se centraría en la corrupción, no llegó a darse debido a un acuerdo entre las tres fórmulas para ponerle fin ante la imposibilidad práctica de que cesaran las interrupciones. Durante su breve exposición, antes de cerrar, Ríos Brisco culpó a sus dos contrincantes por lo sucedido y se declaró a sí mismo como el "verdadero representante de Cambiemos", afirmando que ni el PJ ni la UCR podían representar una alternativa cuando ambos representaban el pasado. Al día siguiente, Valdés declaró que la culpa de la finalización prematura del debate fue de "la intolerancia".

## Resultados

### Gobernador y Vicegobernador
| Fórmula               | Fórmula               | Partido/Alianza                                | Partido/Alianza                                  | Partido/Alianza                                | Votos   | %     |
| Gobernador            | Vicegobernador        | Partido/Alianza                                | Partido/Alianza                                  | Partido/Alianza                                | Votos   | %     |
| --------------------- | --------------------- | ---------------------------------------------- | ------------------------------------------------ | ---------------------------------------------- | ------- | ----- |
| Gustavo Valdés        | Gustavo Canteros      |                                                |                                                  | Unión Cívica Radical                           | 97.275  | 15,80 |
| Gustavo Valdés        | Gustavo Canteros      |                                                | ELI - Encuentro Liberal                          | 28.286                                         | 4,60    |       |
| Gustavo Valdés        | Gustavo Canteros      |                                                | Proyecto Corrientes                              | 18.599                                         | 3,02    |       |
| Gustavo Valdés        | Gustavo Canteros      |                                                | Propuesta Republicana                            | 18.283                                         | 2,97    |       |
| Gustavo Valdés        | Gustavo Canteros      |                                                | Partido Popular de Corrientes                    | 16.970                                         | 2,76    |       |
| Gustavo Valdés        | Gustavo Canteros      |                                                | Unión Popular                                    | 14.777                                         | 2,40    |       |
| Gustavo Valdés        | Gustavo Canteros      |                                                | Movimiento Siempre Corrientes                    | 12.111                                         | 1,97    |       |
| Gustavo Valdés        | Gustavo Canteros      |                                                | Unidos por Corrientes                            | 10.735                                         | 1,74    |       |
| Gustavo Valdés        | Gustavo Canteros      |                                                | Partido Conservador Popular                      | 10.100                                         | 1,64    |       |
| Gustavo Valdés        | Gustavo Canteros      |                                                | Acción por Corrientes                            | 9.776                                          | 1,59    |       |
| Gustavo Valdés        | Gustavo Canteros      |                                                | Encuentro Correligionario                        | 9.657                                          | 1,57    |       |
| Gustavo Valdés        | Gustavo Canteros      |                                                | Partido Federal                                  | 9.528                                          | 1,55    |       |
| Gustavo Valdés        | Gustavo Canteros      |                                                | Partido Laborista Autónomo                       | 8.933                                          | 1,45    |       |
| Gustavo Valdés        | Gustavo Canteros      |                                                | Unión Celeste y Blanco                           | 8.864                                          | 1,44    |       |
| Gustavo Valdés        | Gustavo Canteros      |                                                | Afirmación para una República Igualitaria ARI    | 8.410                                          | 1,37    |       |
| Gustavo Valdés        | Gustavo Canteros      |                                                | Acción Popular de los Trabajadores               | 7.600                                          | 1,23    |       |
| Gustavo Valdés        | Gustavo Canteros      |                                                | Compromiso Correntino                            | 7.413                                          | 1,20    |       |
| Gustavo Valdés        | Gustavo Canteros      |                                                | Partido Demócrata Progresista                    | 6.804                                          | 1,11    |       |
| Gustavo Valdés        | Gustavo Canteros      |                                                | Acción por la República                          | 6.204                                          | 1,01    |       |
| Gustavo Valdés        | Gustavo Canteros      |                                                | Cambio, Austeridad y Progreso                    | 5.958                                          | 0,97    |       |
| Gustavo Valdés        | Gustavo Canteros      |                                                | Partido Socialista                               | 5.709                                          | 0,93    |       |
| Gustavo Valdés        | Gustavo Canteros      |                                                | Partido Nuevo                                    | 5.621                                          | 0,91    |       |
| Gustavo Valdés        | Gustavo Canteros      |                                                | Partido Fe                                       | 5.070                                          | 0,82    |       |
| Gustavo Valdés        | Gustavo Canteros      | Total Encuentro por Corrientes-ECo + Cambiemos | Total Encuentro por Corrientes-ECo + Cambiemos   | Total Encuentro por Corrientes-ECo + Cambiemos | 332.687 | 54,05 |
| Carlos Espínola       | Nito Artaza           |                                                |                                                  | Partido Justicialista                          | 96.807  | 15,73 |
| Carlos Espínola       | Nito Artaza           |                                                | Partido Demócrata Cristiano                      | 17.059                                         | 2,77    |       |
| Carlos Espínola       | Nito Artaza           |                                                | Partido Liberal de Corrientes                    | 15.879                                         | 2,58    |       |
| Carlos Espínola       | Nito Artaza           |                                                | Partido de la Cultura, la Educación y el Trabajo | 15.749                                         | 2,56    |       |
| Carlos Espínola       | Nito Artaza           |                                                | Movimiento de Integración y Desarrollo           | 14.166                                         | 2,30    |       |
| Carlos Espínola       | Nito Artaza           |                                                | Kolina                                           | 12.977                                         | 2,11    |       |
| Carlos Espínola       | Nito Artaza           |                                                | Partido Es Posible                               | 12.937                                         | 2,10    |       |
| Carlos Espínola       | Nito Artaza           |                                                | Crecer con Todos                                 | 11.952                                         | 1,94    |       |
| Carlos Espínola       | Nito Artaza           |                                                | Partido Renovador Federal                        | 11.433                                         | 1,86    |       |
| Carlos Espínola       | Nito Artaza           |                                                | Partido de la Concertación FORJA                 | 10.934                                         | 1,78    |       |
| Carlos Espínola       | Nito Artaza           |                                                | Partido de la Victoria                           | 10.462                                         | 1,70    |       |
| Carlos Espínola       | Nito Artaza           |                                                | Convocatoria Popular                             | 9.344                                          | 1,52    |       |
| Carlos Espínola       | Nito Artaza           |                                                | Partido Autonomista de Corrientes                | 8.895                                          | 1,44    |       |
| Carlos Espínola       | Nito Artaza           |                                                | Cambio Popular                                   | 7.952                                          | 1,29    |       |
| Carlos Espínola       | Nito Artaza           |                                                | Movimiento Libres del Sur                        | 7.515                                          | 1,22    |       |
| Carlos Espínola       | Nito Artaza           |                                                | Nuestra Causa                                    | 7.189                                          | 1,17    |       |
| Carlos Espínola       | Nito Artaza           |                                                | Unión del Centro Democrático                     | 6.998                                          | 1,14    |       |
| Carlos Espínola       | Nito Artaza           | Total Frente Corrientes Podemos Más            | Total Frente Corrientes Podemos Más              | Total Frente Corrientes Podemos Más            | 278.253 | 45,20 |
| Sebastián Ríos Brisco | Lorena Paola Macri    |                                                | Proyecto Popular                                 | Proyecto Popular                               | 4.610   | 0,75  |
| Votos positivos       | Votos positivos       | Votos positivos                                | Votos positivos                                  | Votos positivos                                | 615.543 | 97,89 |
| Votos en blanco       | Votos en blanco       | Votos en blanco                                | Votos en blanco                                  | Votos en blanco                                | 4.529   | 0,72  |
| Votos anulados        | Votos anulados        | Votos anulados                                 | Votos anulados                                   | Votos anulados                                 | 8.753   | 1,39  |
| Participación         | Participación         | Participación                                  | Participación                                    | Participación                                  | 628.825 | 77.57 |
| Abstenciones          | Abstenciones          | Abstenciones                                   | Abstenciones                                     | Abstenciones                                   | 181.864 | 22,43 |
| Electores registrados | Electores registrados | Electores registrados                          | Electores registrados                            | Electores registrados                          | 810.689 | 100   |
| Fuentes:              |                       |                                                |                                                  |                                                |         |       |

### Cámara de Diputados
| ← 2015 · Cámara de Diputados · 2019 →          | ← 2015 · Cámara de Diputados · 2019 →            | ← 2015 · Cámara de Diputados · 2019 →            | ← 2015 · Cámara de Diputados · 2019 → | ← 2015 · Cámara de Diputados · 2019 → | ← 2015 · Cámara de Diputados · 2019 → | ← 2015 · Cámara de Diputados · 2019 → |
| Partido/Alianza                                | Partido/Alianza                                  | Partido/Alianza                                  | Votos                                 | %                                     | Bancas                                | Candidatos |
| ---------------------------------------------- | ------------------------------------------------ | ------------------------------------------------ | ------------------------------------- | ------------------------------------- | ------------------------------------- | --- |
|                                                |                                                  | Unión Cívica Radical                             | 95.227                                | 15,96                                 |                                       | |
|                                                | ELI - Encuentro Liberal                          | 28.067                                           | 4,70                                  |                                       |                                       | |
|                                                | Proyecto Corrientes                              | 18.055                                           | 3,03                                  |                                       |                                       | |
|                                                | Propuesta Republicana                            | 17.980                                           | 3,01                                  |                                       |                                       | |
|                                                | Partido Popular de Corrientes                    | 16.827                                           | 2,82                                  |                                       |                                       | |
|                                                | Unión Popular                                    | 14.667                                           | 2,46                                  |                                       |                                       | |
|                                                | Movimiento Siempre Corrientes                    | 11.770                                           | 1,97                                  |                                       |                                       | |
|                                                | Unidos por Corrientes                            | 10.636                                           | 1,78                                  |                                       |                                       | |
|                                                | Partido Conservador Popular                      | 9.972                                            | 1,67                                  |                                       |                                       | |
|                                                | Acción por Corrientes                            | 9.741                                            | 1,63                                  |                                       |                                       | |
|                                                | Afirmación para una República Igualitaria ARI    | 8.215                                            | 1,38                                  |                                       |                                       | |
|                                                | Partido Nuevo                                    | 7.891                                            | 1,32                                  |                                       |                                       | |
|                                                | Partido Demócrata Progresista                    | 6.605                                            | 1,11                                  |                                       |                                       | |
|                                                | Acción por la República                          | 6.123                                            | 1,03                                  |                                       |                                       | |
|                                                | Partido Fe                                       | 4.954                                            | 0,83                                  |                                       |                                       | |
| Total Encuentro por Corrientes-ECo + Cambiemos | Total Encuentro por Corrientes-ECo + Cambiemos   | Total Encuentro por Corrientes-ECo + Cambiemos   | 261.776                               | 43,87                                 | 9/15                                  | Ver candidatos: 1. Eduardo Alejandro Vischi 2. Horacio Vicente Pozo 3. María Eugenia de las Mercedes Mancini Frati 4. Marcelo Eduardo Chaín 5. Magno Ramírez 6. Albana Virginia Rotela Cañete 7. Manuel Ignacio Aguirre 8. Lucía Itatí Centurión 9. Aníbal Daniel Godoy 10. Javier Antonio Silva 11. Nuria del Carmen Acosta 12. Edgar Victoriano Benítez 13. Josi Lisandro Vassel 14. Rita Elena Vanderlan 15. Daniel Antonio Ansola                                                                     |
|                                                |                                                  | Partido Justicialista                            | 90.551                                | 15,17                                 |                                       | |
|                                                | Partido Demócrata Cristiano                      | 16.424                                           | 2,75                                  |                                       |                                       | |
|                                                | Partido Liberal de Corrientes                    | 15.717                                           | 2,63                                  |                                       |                                       | |
|                                                | Movimiento de Integración y Desarrollo           | 13.539                                           | 2,27                                  |                                       |                                       | |
|                                                | Kolina                                           | 12.329                                           | 2,07                                  |                                       |                                       | |
|                                                | Partido de la Concertación FORJA                 | 10.455                                           | 1,75                                  |                                       |                                       | |
|                                                | Partido de la Victoria                           | 10.010                                           | 1,68                                  |                                       |                                       | |
|                                                | Partido Autonomista de Corrientes                | 8.742                                            | 1,46                                  |                                       |                                       | |
| Total Frente Corrientes Podemos Más            | Total Frente Corrientes Podemos Más              | Total Frente Corrientes Podemos Más              | 177.767                               | 29,78                                 | 5/15                                  | Ver candidatos: 1. José Horacio Mórtola 2. Marcos Bassi 3. Ana María Pereyra Cebreiro 4. Diego Martín Pellegrini 5. Félix María Pacayut 6. Soledad Isabel Mancedo 7. Raúl Omar Darío Alfonzo 8. María Gabriela Borda Dansey 9. Alba Elizabeth Centurión 10. Mónica Alicia Pacífico 11. Daniel Esteban Arce 12. Julio César Castillo 13. Alberto Ariel Domínguez 14. Fabrizio Américo Bin 15. Valentín Aguirre                                                                                             |
|                                                |                                                  | Acción Popular de los Trabajadores               | 23.762                                | 3,98                                  |                                       | |
|                                                | Encuentro Correligionario                        | 9.624                                            | 1,61                                  |                                       |                                       | |
|                                                | Compromiso Correntino                            | 7.348                                            | 1,23                                  |                                       |                                       | |
|                                                | Cambio, Austeridad y Progreso                    | 6.026                                            | 1,01                                  |                                       |                                       | |
|                                                | Partido Socialista                               | 5.759                                            | 0,96                                  |                                       |                                       | |
| Total Ciudadanos Comprometidos - C.I.C.O.      | Total Ciudadanos Comprometidos - C.I.C.O.        | Total Ciudadanos Comprometidos - C.I.C.O.        | 52.519                                | 8,79                                  | 1/15                                  | Ver candidatos: 1. Ariel Carlos Báez 2. Laura Romina Peralta Marcore 3. Aída del Carmen Ganduglia 4. Alberto Javier Vischi 5. Juan Antonio Salinas 6. Omar Elidio Bordón 7. Cintia Elizabeth Almirón 8. María Laura Alfonso 9. Ulises Ricardo Ibarra Vivoda 10. Carlos Ernesto Aguirre 11. Natalia Verónica Carballo 12. Javier Rodolfo Lovera 13. Facundo Miguel Sal 14. Rocío del Carmen Báez 15. Dante Daniel Vignoles                                                                                 |
|                                                | Cambio Popular                                   | Cambio Popular                                   | 16.452                                | 2,76                                  | 0/15                                  | Ver candidatos: 1. Silvia Adriana Casarrubia 2. José Ramón Salvador Sesma 3. Leonarda Ignacia Correa 4. Oscar Néstor Aponte 5. Amalia Alejandra Ruiz Díaz Chaín 6. Javier Jesús Siviero 7. Mirta Graciela Derotier 8. Alda Adrián Toledo 9. María Belén Maldonado Seniquel 10. Teresita Rosana Lecca 11. Diego Fernando Bruzzo 12. María Sara Aparicio 13. Jorge Ramón Lezcano 14. Andrea Belén Breard 15. Leonardo Julio Ortiz                                                                           |
|                                                | Partido de la Cultura, la Educación y el Trabajo | Partido de la Cultura, la Educación y el Trabajo | 15.792                                | 2,65                                  | 0/15                                  | Ver candidatos: 1. Mario Martín Agustín Payes 2. Nicolás José Emilio 3. Rosario Itatí Galeano 4. Carlos Ignacio Lona 5. Ricardo Daniel Silva 6. Elisa Marisel Martínez 7. José Luis Franco 8. Miguel Antonio Rosado 9. Olga Margarita Villalba 10. Marcos Maximiliano Oviedo Chávez 11. Carlos Alberto Galarza 12. María Laura Carballo 13. Braian Gastón Fernández 14. Gabriela Susana Zalazar 15. Andrea Elizabet Russo Schiro                                                                          |
|                                                | Partido Es Posible                               | Partido Es Posible                               | 12.268                                | 2,06                                  | 0/15                                  | Ver candidatos: 1. Ramón Rogelio Benítez 2. Luis Humberto Danuzzo 3. María Angélica Lezcano Benítez 4. Fernando Fermín Espíndola 5. Juan de Rosa Leguizamón 6. Sonia Beatriz Mierez 7. Alberto Alejandro Ojeda 8. Héctor Faustino Gómez 9. Gladis Lucía Vallejos 10. Juan José Antúnez 11. Cuenca Echavarría 12. Ana Rosa Insaurralde 13. Ramón Osvaldo Aguirre 14. Mario Alberto Sosa 15. Rodrigo Lucas Díaz                                                                                             |
|                                                | Crecer con Todos                                 | Crecer con Todos                                 | 11.268                                | 1,89                                  | 0/15                                  | Ver candidatos: 1. Mario Alberto Colombi 2. Oscar Gabriel Gómez 3. Leocadia Nidia Barboza 4. Carina Lorena Gómez 5. Erika Marisel Rivero 6. Gabriel José Cardozo 7. Gustavo Federico Gómez 8. Josi Luis Horacio Soto 9. Gisela Mariel Zacarías 10. María Cristina Aguirre 11. Luis Horacio Goméz 12. Diana Gómez Cardozo 13. Juliana Lagraña 14. Clotilde Rosario Pereira 15. Marilina Valeria Fernández Duarte 16. Rosa Eduardo Teixido Spagnolo 17. Carmen Concepción Ríos 18. Gerónima Mercedes Duarte |
|                                                | Partido Laborista Autónomo                       | Partido Laborista Autónomo                       | 9.314                                 | 1,56                                  | 0/15                                  | Ver candidatos: 1. Víctor Hugo Vallejos 2. Jorge Américo Parthimos 3. Nancy Liliana González 4. Dolores Rosa Martínez 5. Adrián Alejandro Estrago Franco 6. José Alberto Peloso 7. Hugo Eduardo Ortigoza 8. Elena Mabel Cantero 9. Alejandro Daniel Gavilán 10. Mario Eduardo Lezcano 11. Yolanda Hilaria Almirón 12. Omar Alfredo Rodríguez 13. Víctor Oscar Escalante 14. Osvaldo Javier Curi 15. Claudia Estela Giménez                                                                                |
|                                                | Convocatoria Popular                             | Convocatoria Popular                             | 8.961                                 | 1,50                                  | 0/15                                  | Sin datos |
|                                                | Movimiento Libres del Sur                        | Movimiento Libres del Sur                        | 7.350                                 | 1,23                                  | 0/15                                  | Ver candidatos: 1. Gabriel Alejandro Romero 2. María Eva Romero 3. Víctor Fabián Domínguez 4. Yohana Elizabeth Sosa 5. Antonio Sebastián Aguirre 6. Sandra Evangelina Ferrero 7. Dora Cabral 8. Yonatan Pablo Sánchez 9. Elsa Alejandra Benítez 10. Rocío Juana Morales 11. Sergio Manuel Zamudio 12. Dionicia Quintana 13. Ramona Marta Ramírez 14. Mariano Andrés Ojeda 15. María Ramona Areco |
|                                                | Nuestra Causa                                    | Nuestra Causa                                    | 7.068                                 | 1,18                                  | 0/15                                  | Ver candidatos: 1. Elvira Luis Miranda 2. Jorge Ramón Aquino 3. Graciela Elizabeth Flores 4. María Griselda Manfroni 5. Mohamed Omar Amado 6. Néstor Omar Acuña 7. Mirtha Gladys Ruiz Díaz 8. Jorge Ramón Alegre 9. Mabel Bravo 10. Eduardo Camilo Argo 11. Julio César Mariani 12. Juana Inocencia Gamboa 13. Lorena Cecilia Ojeda 14. Ramona Melania Torres 15. Gustavo Daniel Morales |
|                                                | Unión del Centro Democrático                     | Unión del Centro Democrático                     | 6.926                                 | 1,16                                  | 0/15                                  | Ver candidatos: 1. Eduardo Achitte 2. Sebastián Alejandro Kordylas 3. Claudia Alejandra Salina 4. Mario Alberto Medina 5. Mónica Adriana Vicentín 6. Ramón Alejandro Azcona 7. Cynthia Vanessa Arnal 8. María Josefa Elizabet Portillo 9. Luis Francisco Martínez 10. Rocío Magdalena Ríos 11. Orlando Luis Sánchez 12. Hilda Liliana Mburaya 13. Jessica Leonor Armengol 14. José Luis Fiat 15. Silvia Cristina Vallejos                                                                                 |
|                                                | Proyecto Popular                                 | Proyecto Popular                                 | 4.431                                 | 0,74                                  | 0/15                                  | Ver candidatos: 1. Sebastián Ríos Brisco 2. Lorena Paola Macri 3. Natalia Ramírez Barrios 4. Pablo Monzón 5. Ernesto Hugo Manuel Cesari 6. María Florencia Quiliano 7. Araceli Navarro 8. Marcelo Agüero 9. Lourdes Cecilia Lagraña 10. José Luis [...] 11. Jorge Alejandro Villanueva 12. Claudio Guillermo Nez 13. Ernesto Alberto Barale 14. María Barbara |
| Votos positivos                                | Votos positivos                                  | Votos positivos                                  | 596.846                               | 97,31                                 |                                       | |
| Votos en blanco                                | Votos en blanco                                  | Votos en blanco                                  | 8.459                                 | 1,38                                  |                                       | |
| Votos anulados                                 | Votos anulados                                   | Votos anulados                                   | 8.023                                 | 1,31                                  |                                       | |
| Participación                                  | Participación                                    | Participación                                    | 613.328                               | 75,65                                 |                                       | |
| Abstenciones                                   | Abstenciones                                     | Abstenciones                                     | 197.361                               | 24.35                                 |                                       | |
| Electores registrados                          | Electores registrados                            | Electores registrados                            | 810.689                               | 100                                   |                                       | |
| Fuentes:                                       |                                                  |                                                  |                                       |                                       |                                       | |

### Cámara de Senadores
| ← 2015 · Cámara de Senadores · 2019 →          | ← 2015 · Cámara de Senadores · 2019 →            | ← 2015 · Cámara de Senadores · 2019 →          | ← 2015 · Cámara de Senadores · 2019 → | ← 2015 · Cámara de Senadores · 2019 → | ← 2015 · Cámara de Senadores · 2019 → | ← 2015 · Cámara de Senadores · 2019 → |
| Partido/Alianza                                | Partido/Alianza                                  | Partido/Alianza                                | Votos                                 | %                                     | Bancas                                | Candidatos |
| ---------------------------------------------- | ------------------------------------------------ | ---------------------------------------------- | ------------------------------------- | ------------------------------------- | ------------------------------------- | --- |
|                                                |                                                  | Unión Cívica Radical                           | 95.922                                | 15,92                                 |                                       | |
|                                                | ELI - Encuentro Liberal                          | 27.954                                         | 4,64                                  |                                       |                                       | |
|                                                | Proyecto Corrientes                              | 18.047                                         | 3,00                                  |                                       |                                       | |
|                                                | Propuesta Republicana                            | 17.847                                         | 2,96                                  |                                       |                                       | |
|                                                | Partido Popular de Corrientes                    | 16.810                                         | 2,79                                  |                                       |                                       | |
|                                                | Unión Popular                                    | 14.578                                         | 2,42                                  |                                       |                                       | |
|                                                | Movimiento Siempre Corrientes                    | 11.837                                         | 1,97                                  |                                       |                                       | |
|                                                | Unidos por Corrientes                            | 10.574                                         | 1,76                                  |                                       |                                       | |
|                                                | Partido Conservador Popular                      | 10.152                                         | 1,69                                  |                                       |                                       | |
|                                                | Acción por Corrientes                            | 9.653                                          | 1,60                                  |                                       |                                       | |
|                                                | Encuentro Correligionario                        | 9.487                                          | 1,58                                  |                                       |                                       | |
|                                                | Partido Federal                                  | 9.382                                          | 1,56                                  |                                       |                                       | |
|                                                | Partido Laborista Autónomo                       | 8.867                                          | 1,47                                  |                                       |                                       | |
|                                                | Unión Celeste y Blanco                           | 8.726                                          | 1,45                                  |                                       |                                       | |
|                                                | Afirmación para una República Igualitaria ARI    | 8.209                                          | 1,36                                  |                                       |                                       | |
|                                                | Acción Popular de los Trabajadores               | 7.554                                          | 1,25                                  |                                       |                                       | |
|                                                | Compromiso Correntino                            | 7.292                                          | 1,21                                  |                                       |                                       | |
|                                                | Partido Demócrata Progresista                    | 6.657                                          | 1,11                                  |                                       |                                       | |
|                                                | Acción por la República                          | 6.117                                          | 1,02                                  |                                       |                                       | |
|                                                | Cambio, Austeridad y Progreso                    | 5.900                                          | 0,98                                  |                                       |                                       | |
|                                                | Partido Nuevo                                    | 5.694                                          | 0,95                                  |                                       |                                       | |
|                                                | Partido Socialista                               | 5.667                                          | 0,94                                  |                                       |                                       | |
|                                                | Partido Fe                                       | 4.952                                          | 0,82                                  |                                       |                                       | |
| Total Encuentro por Corrientes-ECo + Cambiemos | Total Encuentro por Corrientes-ECo + Cambiemos   | Total Encuentro por Corrientes-ECo + Cambiemos | 327.878                               | 54,45                                 | 3/5                                   | Ver candidatos: 1. Ricardo Colombi 2. Sergio Moisés Flinta 3. Alejandra María Andrea Seward 4. Humberto Bianchi 5. Edid Susana R. González            |
|                                                |                                                  | Partido Justicialista                          | 94.018                                | 15,61                                 |                                       | |
|                                                | Partido Demócrata Cristiano                      | 16.615                                         | 2,76                                  |                                       |                                       | |
|                                                | Partido Liberal de Corrientes                    | 15.596                                         | 2,59                                  |                                       |                                       | |
|                                                | Partido de la Cultura, la Educación y el Trabajo | 15.371                                         | 2,55                                  |                                       |                                       | |
|                                                | Movimiento de Integración y Desarrollo           | 13.743                                         | 2,28                                  |                                       |                                       | |
|                                                | Kolina                                           | 12.532                                         | 2,08                                  |                                       |                                       | |
|                                                | Partido Es Posible                               | 12.423                                         | 2,06                                  |                                       |                                       | |
|                                                | Crecer con Todos                                 | 11.525                                         | 1,91                                  |                                       |                                       | |
|                                                | Partido Renovador Federal                        | 10.937                                         | 1,82                                  |                                       |                                       | |
|                                                | Partido de la Concertación FORJA                 | 10.641                                         | 1,77                                  |                                       |                                       | |
|                                                | Partido de la Victoria                           | 10.114                                         | 1,68                                  |                                       |                                       | |
|                                                | Convocatoria Popular                             | 9.056                                          | 1,50                                  |                                       |                                       | |
|                                                | Partido Autonomista de Corrientes                | 8.612                                          | 1,43                                  |                                       |                                       | |
|                                                | Cambio Popular                                   | 7.687                                          | 1,28                                  |                                       |                                       | |
|                                                | Movimiento Libres del Sur                        | 7.315                                          | 1,21                                  |                                       |                                       | |
|                                                | Nuestra Causa                                    | 7.006                                          | 1,16                                  |                                       |                                       | |
|                                                | Unión del Centro Democrático                     | 6.768                                          | 1,12                                  |                                       |                                       | |
| Total Frente Corrientes Podemos Más            | Total Frente Corrientes Podemos Más              | Total Frente Corrientes Podemos Más            | 269.959                               | 44,81                                 | 2/5                                   | Ver candidatos: 1. Víctor Daniel Giraud 2. María Carolina Martínez Llano 3. Ángel Enrique Rodríguez 4. Norberto Pompeyo Parodi 5. Sonia Beatriz López |
|                                                | Proyecto Popular                                 | Proyecto Popular                               | 4.512                                 | 0,75                                  | 0/5                                   | Ver candidatos: 1. Gustavo Valdez 2. Susana Zacarías 3. Marcelo Canteros 4. Christian Figueroa 5. Gabriela Ramírez Barrios                            |
| Votos positivos                                | Votos positivos                                  | Votos positivos                                | 602.349                               | 97,46                                 |                                       | |
| Votos en blanco                                | Votos en blanco                                  | Votos en blanco                                | 7.898                                 | 1,28                                  |                                       | |
| Votos anulados                                 | Votos anulados                                   | Votos anulados                                 | 7.785                                 | 1,26                                  |                                       | |
| Participación                                  | Participación                                    | Participación                                  | 618.032                               | 76,23                                 |                                       | |
| Abstenciones                                   | Abstenciones                                     | Abstenciones                                   | 192.657                               | 23,77                                 |                                       | |
| Electores registrados                          | Electores registrados                            | Electores registrados                          | 810.689                               | 100                                   |                                       | |
| Fuentes:                                       |                                                  |                                                |                                       |                                       |                                       | |

## Elecciones municipales
| Departamento        | Municipio                | Intendente electo             | Partido | Partido                          | Coalición | Coalición                             |
| ------------------- | ------------------------ | ----------------------------- | ------- | -------------------------------- | --------- | ------------------------------------- |
| Capital             | Capital                  | Eduardo Tassano               |         | Unión Cívica Radical             |           | ECo + Cambiemos                       |
| Capital             | Riachuelo                | Martín Jetter R               |         | Propuesta Republicana            |           | ECo + Cambiemos                       |
| Bella Vista         | Bella Vista              | Walter Chávez R               |         | Unión Cívica Radical             |           | ECo + Cambiemos                       |
| Bella Vista         | Tres de Abril            | Pedro Roberto Poelstra R      |         | Unión Cívica Radical             |           | ECo + Cambiemos                       |
| Berón de Astrada    | Berón de Astrada         | Adrián Curi R                 |         | Partido Laborista Autónomo       |           | Movimiento Norte Grande               |
| Concepción          | Concepción               | Lucío Fernández               |         | Partido Liberal                  |           | Frente Corrientes Podemos Más         |
| Concepción          | Tabay                    | Juan Miguel Miño              |         | Partido Liberal                  |           | Frente Corrientes Podemos Mas         |
| Concepción          | Tatacuá                  | Sergio Ramírez                |         | Proyecto Corrientes              |           | Juntos por el Cambio                  |
| Concepción          | Santa Rosa               | Pedro Maidana                 |         | Unión Popular                    |           | ECo + Cambiemos                       |
| Curuzú Cuatiá       | Curuzú Cuatiá            | José Miguel Ángel Irigoyen    |         | Unión Cívica Radical             |           | ECo + Cambiemos                       |
| Curuzú Cuatiá       | Perugorría               | Juan Ramón Castellanos        |         | Encuentro Liberal                |           | Unidos por el Cambio                  |
| Empedrado           | Empedrado                | José Antonio Cheme            |         | Unión Cívica Radical             |           | ECo + Cambiemos                       |
| Empedrado           | El Sombrero              | Raúl González                 |         | Unión Cívica Radical             |           | ECo + Cambiemos                       |
| Esquina             | Esquina                  | Hugo Daniel Benítez           |         | Partido Justicialista            |           | Frente Corrientes Podemos Más         |
| Esquina             | Pueblo Libertador        | Arnaldo Arce                  |         | Partido Nuevo                    |           | Frente Unidos por Libertador          |
| General Alvear      | Alvear                   | Miguel Ángel Salvarredy R     |         | Encuentro Liberal                |           | ECo + Cambiemos                       |
| General Alvear      | Estación Torrent         | Eliana Karina Gómez           |         | Unidos por Corrientes            |           | Unidos por Torrent                    |
| General Paz         | Caá Catí                 | Jorge Omar Meza               |         | Partido Nuevo                    |           | Frente Guazu                          |
| General Paz         | Lomas de Vallejos        | Julián Zalazar                |         | Unión Cívica Radical             |           | ECo + Cambiemos                       |
| General Paz         | Palmar Grande            | Carlos Alexis Cabrera         |         | Partido Nuevo                    |           | Frente Unidos por Palmar              |
| General Paz         | Itá Ibaté                | Walter Almiron                |         | Partido Justicialista            |           | Frente Pueblo Somos Todos             |
| Goya                | Goya                     | Ignacio Osella                |         | Unión Cívica Radical             |           | ECo + Cambiemos                       |
| Goya                | Carolina                 | Elvio Sanabria                |         | Partido Conservador Popular      |           | ECo + Cambiemos                       |
| Goya                | San Isidro               | Vilma Ojeda R                 |         | Partido Justicialista            |           | Frente Corrientes Podemos Más         |
| Itatí               | Itatí                    | José Fernández                |         | Partido Justicialista            |           | Frente Itati Podemos Más              |
| Itatí               | Ramada Paso              | Pablo César Puyol R           |         | Partido Justicialista            |           | Frente Corrientes Podemos Más         |
| Ituzaingó           | Ituzaingó                | Eduardo Burna                 |         | Unión Cívica Radical             |           | ECo + Cambiemos                       |
| Ituzaingó           | San Antonio-Apipé Grande | Candelaria Vargas             |         | Partido Justicialista            |           | Frente Corrientes Podemos Más         |
| Ituzaingó           | San Carlos               | Graciela Larraburu R          |         | Unión Cívica Radical             |           | ECo + Cambiemos                       |
| Ituzaingó           | Colonia Liebig           | Lizandro González             |         | Unión Cívica Radical             |           | Frente Vecinal ECo + Cambiemos        |
| Ituzaingó           | Villa Olivari            | Roberto Sala R                |         | Proyecto Corrientes              |           | Todos por Villa Olivari               |
| Lavalle             | Santa Lucía              | José Carlos Sananez R         |         | Partido Justicialista            |           | Frente Santa Lucía Podemos Más        |
| Lavalle             | Lavalle                  | Andrea Vásquez                |         | Partido Justicialista            |           | Frente Juntos Por Lavalle             |
| Lavalle             | Cruz de los Milagros     | Roxana Gómez                  |         | Partido Justicialista            |           | Frente el Progreso Continua           |
| Lavalle             | Gobernador Martínez      | Miguel Ángel Pérez R          |         | Partido Liberal                  |           | Frente Unidos por Gobernador Martínez |
| Lavalle             | Yatay Tí Calle           | Aldo Robert Sandoval          |         | Partido de la Concertación FORJA |           | Frente Unidos por Yatay Tí Calle      |
| Mburucuyá           | Mburucuyá                | Pablo Ezequiel Gustavino      |         | Unión Cívica Radical             |           | Adelante Mburucuya                    |
| Mercedes            | Mercedes                 | Elvira Sánchez de Cemborain   |         | Partido Demócrata Cristiano      |           | Frente Cambio Solidario               |
| Mercedes            | Mariano I. Loza          | María Cristina Ovelar Gauna R |         | Unión Cívica Radical             |           | ECo + Cambiemos                       |
| Mercedes            | Felipe Yofre             | Leonardo Aguirre              |         | Partido Justicialista            |           | Frente Cambio Solidario Yofreño       |
| Monte Caseros       | Monte Caseros            | Miguel Ángel Olivieri R       |         | Unión Cívica Radical             |           | ECo + Cambiemos                       |
| Monte Caseros       | Colonia Libertad         | Roberto Fracalossi            |         | Partido Nuevo                    |           | Juntos por Libertad                   |
| Monte Caseros       | Juan Pujol               | Sergio René Dalzotto R        |         | Unión Cívica Radical             |           | ECo + Cambiemos                       |
| Monte Caseros       | Mocoretá                 | Henry Jorge Fick              |         | Unión Cívica Radical             |           | ECo + Cambiemos                       |
| Paso de los Libres  | Paso de los Libres       | Martín Ascua                  |         | Partido Justicialista            |           | Frente Libre Podemos Más              |
| Paso de los Libres  | Tapebicuá                | Jonatan Méndez Riveiro        |         | Proyecto Corrientes              |           | ECo + Cambiemos                       |
| Paso de los Libres  | Parada Pucheta           | Elvio Alejandro Osuna R       |         | Partido Justicialista            |           | Frente Corrientes Podemos Más         |
| Paso de los Libres  | Bonpland                 | Osvaldo Roberto Pérez         |         | Partido Justicialista            |           | Frente Corrientes Podemos Más         |
| Saladas             | Saladas                  | Rodolfo Alterats              |         | Partido Justicialista            |           | Frente Corrientes Podemos Más         |
| Saladas             | San Lorenzo              | Rufino Acevedo R              |         | Unión Cívica Radical             |           | ECo + Cambiemos                       |
| Saladas             | Pago de los Deseos       | Sintia Magaldi                |         | Partido Justicialista            |           | Frente Corrientes Podemos Más         |
| San Cosme           | San Cosme                | Verónica Morales Maciel R     |         | Partido Conservador Popular      |           | Todos por San Cosme                   |
| San Cosme           | Santa Ana                | Augusto Vladimir Navarrete R  |         | Unión Cívica Radical             |           | ECo + Cambiemos                       |
| San Cosme           | Paso de la Patria        | Guillermo Osnaghi             |         | Coalición Cívica ARI             |           | ECo + Cambiemos Todos por el Paso     |
| San Luis del Palmar | San Luis del Palmar      | Ricardo Valenzuela R          |         | Partido Justicialista            |           | Frente Corrientes Podemos Más         |
| San Luis del Palmar | Herlitzka                | Alcides Meza                  |         | Partido Justicialista            |           | Frente Corrientes Podemos Más         |
| San Miguel          | San Miguel               | José Alberto Barreiro         |         | Partido Conservador Popular      |           | Unidos por el Cambio                  |
| San Miguel          | Loreto                   | Orlando Maidana               |         | Unión Cívica Radical             |           | ECo + Cambiemos                       |
| San Martín          | La Cruz                  | Luis Alberto Calomarde        |         | Unión Cívica Radical             |           | ECo + Cambiemos                       |
| San Martín          | Carlos Pellegrini        | Juan de la Cruz Fraga R       |         | Encuentro Liberal                |           | Juntos por Pellegrini                 |
| San Martín          | Yapeyú                   | Luz Marisol Fagúndez          |         | Unión Cívica Radical             |           | ECo + Cambiemos                       |
| San Martín          | Guaviraví                | Wualther Méndez Ribeiro       |         | Partido Autonomista              |           | Somos Guaviraví                       |
| San Roque           | San Roque                | Raúl Eduardo Hadad            |         | Partido Justicialista            |           | Frente San Roque Merece Más           |
| San Roque           | Pedro R. Fernández       | Fabiana María Acevedo R       |         | Partido Justicialista            |           | Frente Corrientes Podemos Más         |
| San Roque           | 9 de Julio               | Jorge Daniel Moreira          |         | Unión Popular                    |           | Sumemos                               |
| San Roque           | Chavarría                | Roberto Dieringer             |         | Partido Justicialista            |           | Frente Corrientes Podemos Más         |
| San Roque           | Colonia Pando            | Ricardo Darío Romero R        |         | Unión Cívica Radical             |           | ECo + Cambiemos                       |
| Santo Tomé          | Santo Tomé               | Mariano Garay                 |         | Partido Justicialista            |           | Frente Unidos por Santo Tomé          |
| Santo Tomé          | Garaví                   | Luis Alberto Alvez            |         | Partido Justicialista            |           | Frente Garabiceño                     |
| Santo Tomé          | Garruchos                | José Alejandro Minigozi R     |         | Unión Cívica Radical             |           | ECo + Cambiemos                       |
| Santo Tomé          | Gobernador Virasoro      | Emiliano Fernández Recalde    |         | MID                              |           | Frente Renovador Virasoreño           |
| Sauce               | Sauce                    | Irma Elvira Obregón Torossi R |         | Unión Cívica Radical             |           | ECo + Cambiemos                       |